# Жабляк Черноевича
Жа́бляк Черноевича (редко Жабляк Црноевича, черног. Жабљак Црнојевића, Žabljak Crnojevića) — средневековый город и крепость в Черногории на Скадарском озере на скале вблизи устья реки Морача. Название происходит от славянского жабляк — болотистое место, где водится много лягушек.

## История
Получил своё название по фамилии правящей зетской династии Черноевичей (Црноевичей), столицей которых был в XV веке. Основан предположительно в X веке, во времена правления Дуклей династии Воиславлевичей. Впервые упомянут в письменных источниках в середине XV века. Во времена владения Зетой сербскими деспотами Стефаном Лазаревичем и Юрием Бранковичем находился под их властью, затем, в 1466—1478 гг., был столицей династии Черноевичей.
В 1475 г. князь Зеты Иван I Черноевич под натиском османов был вынужден перенести свою столицу в Обод, а затем в Цетине. В 1478 г. Жабляк был занят турками, которые значительно укрепили его стены. При османском владычестве Жабляк стал опорным пунктом турок на северном побережье  Скадарского озера. Черногорцы неоднократно пытались захватить Жабляк, и в 1835 г. 10 или 13 черногорцев перебрались через стену и захватили город, пленив гарнизон из 60 человек, после чего три дня удерживали город от 3-тысячного турецкого отряда. По решению Берлинского конгресса 1878 г. Жабляк вошел в состав независимой Черногории. Жабляк был обнесён мощными стенами и башнями с единственными въездными воротами. 
В городе, кроме дворца Черноевича находились: церковь Святого Георгия (переделана турками в мечеть), жилые и военные здания, торговые склады и резервуар для воды. Большинство построек сохранились до нашего времени. Ныне Жабляк Черноевича запустел и является туристической достопримечательностью с хорошо сохранившимися стенами и остатками построек XV века. До крепости можно добраться от города Голубовци в то время, когда вода в озере стоит невысоко, а также на лодке в любое время.